# Masaya Yoshida
Masaya Yoshida (japanisch 吉田 将也 Yoshida Masaya; * 10. Oktober 1996 in der Präfektur Saitama) ist ein japanischer Fußballspieler.

## Karriere
Yoshida erlernte das Fußballspielen in der Schulmannschaft der Seiritsu Gakuen High School und der Universitätsmannschaft der Landwirtschaftsuniversität Tokio. Seinen ersten Vertrag unterschrieb er 2019 bei Thespakusatsu Gunma. Der Verein aus Kusatsu spielte in der dritten japanischen Liga, der J3 League. Für Thespakusatsu absolvierte er 25 Drittligaspiele. 2020 wechselte er zum Zweitligisten Matsumoto Yamaga FC nach Matsumoto. Die Saison 2021 wurde er an den ebenfalls in der zweiten Liga spielenden Tochigi SC ausgeliehen. Für den Verein aus Utsunomiya stand er zwölfmal in der zweiten Liga auf dem Spielfeld. Nach der Ausleihe kehrte er im Januar 2022 nach Matsumoto zurück. Nach insgesamt acht Zweitligaspielen für Matsumoto wechselte er zu Beginn der Saison 2023 zum Viertligisten ReinMeer Aomori FC. Hier bestritt er in zwei Spielzeiten 35 Ligaspiele. Im Januar 2025 wechselte er zum ebenfalls in der vierten Liga spielenden Criacao Shinjuku.